# 古川タク
古川 タク（ふるかわ タク、本名：古川 肇郁（ふるかわ ただいく）、1941年9月25日 - ）は、日本の男性アニメーション作家、イラストレーター、絵本作家である。日本アニメーション協会（JAA）会長。日本漫画家協会参与。
任天堂社長の古川俊太郎は子。

## 来歴・人物
三重県上野市（現・伊賀市）出身。三重県立上野高等学校、大阪外国語大学イスパニア語学科卒業。
アニメーションからイラスト、漫画と活躍は多岐に渡る。個人製作によるシンプルな画風ととぼけたユーモアのアニメーションで世界的な評価を受けた。線画タッチの作品が多いのはソール・スタインバーグの影響。日本ではNHKの『みんなのうた』を定期的な作品発表の場とした。技法の面では、1830年代初頭のヨーロッパで発明されたアニメーションの元祖ともされる「フェナキスティスコープ（Phenakisti-Scope）」を復興。絵を描いた円盤を回転させる原理というは分かっていたものの、具体的な製作方法が不明だったフェナキスティスコープを試行錯誤の末に再現することに成功して、1974年に「おどろき盤」と名付けた。これを用いたアニメ『驚き盤』で、1975年にアヌシー国際アニメーション映画祭審査員特別賞を受賞した。フェナキスティスコープ、ゾートロープを用いたジャンルでは第一人者である。
手塚治虫に憧れて、三重県での高校時代から漫画を描き始める。大学在学中は大阪外国語大学に籍を置きつつ、上京して、TCJ（現・エイケン）で働いた。テレビアニメ『鉄人28号』の制作初期（4話まで）に参加したという。当時の日本は個人作家によるアートアニメーションの勃興期でもあり、古川も、和田誠と柳原良平によるCMアニメーションや、上映会で見たノーマン・マクラレンの『線と色の即興詩』や久里洋二の『人間動物園』などに魅せられて、アートアニメーションの世界を志すようになる。大学卒業後の1964年に久里洋二が主宰する洋二実験漫画工房へ入社し、本格的にアニメーション技術を学び始める。この頃、横尾忠則、和田誠、宇野亜喜良、伊坂芳太良のアニメーションを手伝ったことは良い経験になったという。洋二実験漫画工房に3年余り在籍した後、1968年に独立。個人で自費出版をしたり個展を開催、小さなイラストの仕事をこなしながらアニメーションを自主製作した。1969年にアヌシー国際アニメーション映画祭に出品した『牛頭』が入選したことで、やがてNHKから『みんなのうた』のアニメーション制作の依頼、雑誌「話の特集」「平凡パンチ」のイラストの仕事が舞い込むようになり、仕事の拠点として1970年にタクン実験漫画BOXを設立。
挿画、装丁などエディトリアルのイラストレーションの他広告関係では三菱電機、西武百貨店の新聞雑誌広告や三共製薬、富士フイルム、不二屋、JTスモーキングクリーン他のTVCMにてキャラクターデザインとアニメーションを担当、現在は龍角散のCMを放映中。
なお、一部ネット情報などで流れているレッドブルのCMの作者というのはまったくの間違いである。
2003年には、東京工芸大学にてアニメーション学科の設立に関わる。2005年から2015年3月まで研究室を持ち、学生を指導した（肩書は教授、客員教授、特別講師）。
直近では同人紙「月刊てりとりぃ」において連載コラム「古川タクの“なにか面白いことないか？”」を連載中。またwebの「週刊てりとりぃ」では、作曲家桜井順とのコラボレーションで「ヒトコト劇場」という描き下ろし超短篇アニメーションを連載。「月刊てりとりぃ」https://territory.hatenadiary.org/　　 「週刊てりとりぃ」http://weeklyterritory.blogspot.jp
2018年には、シャンソン歌手クミコが歌う「最後だとわかっていたなら」に合わせたショートアニメーションを製作した。
新千歳空港国際アニメーション映画祭名誉実行委員長、文化庁メディア芸術祭運営委員、日本アニメーション協会（JAA）会長。

## 受賞・受章歴
- 1969年『牛頭』アヌシー国際アニメーション映画祭入賞
- 1975年『驚き盤』アヌシー国際アニメーション映画祭審査員特別賞
- 1979年『ザ・タクン・ユーモア』第25回文藝春秋漫画賞
- 1980年『スピード』第35回毎日映画コンクール 大藤信郎賞
- 1990年『TarZAN』第3回広島国際アニメーション映画祭カテゴリーF2位
- 1994年『以心伝心』第5回広島国際アニメーション映画祭カテゴリーC1位
- 1999年『上京物語』第3回文化庁メディア芸術祭アニメーション部門優秀賞[3]
- 2004年 紫綬褒章
- 2012年 旭日小綬章[4]
- 2017年 東京アニメアワード2017 功労部門顕彰者[5]
- 2024年『TAKUPEDIA』第53回日本漫画家協会賞大賞カーツーン部門

## 作品一覧

### 著書
- 『タクンノンセンス』フレンズ社・シメール・ブックス　1976
- 『アニメ・しりとり』すばる書房　1977
- 『デッサン・ユーモア』白揚社　1982
- 『古川タクの微妙な世界 (思索ナンセンス選集7)』思索社 1984
- 『あったらいいのにな』文化出版局　1985
- 『いたらいいのにな』文化出版局　1985
- 『フーチャン 2こま・まんがえほん』文化出版局　1987
- 『ヨッチャン 4こま・まんがえほん』文化出版局　1987
- 『いつもぐーぐーふしぎなきょうりゅう』ポプラ社　1990　えほんとなかよし
- 『こわいよ』アスク講談社　1990　あかちゃんじゃないもん・しつけ絵本
- 『イラストレーター タクさんのワンダーランド』実業之日本社　1992　仕事-発見シリーズ
- 『踊るニホンゴ唄うマンガ 日本語アナグラム』河出書房新社　1995
- 『くじらクンがでたぞ!』教育画劇　1995　ユーモアえほん
- 『いないいないば〜ん』偕成社　2001
- 『トムキンスさん コミック』ジョージ・ガモフ原作　白揚社　2002
- 『あなからみえるよ』教育画劇　2004
- 『ひもかとおもったら…』教育画劇　2006
- 『リトルTの冒険』福音館　2015

### みんなのうた
- ◆は、5分間1曲枠の楽曲（ロングのうた）。
- 1.みどりの牧場で / ボニージャックス、西六郷少年少女合唱団（1969年8月・9月放送）
- 2.あくびのむこうにとびだそう / 西六郷少年少女合唱団（1970年4月・5月放送）
- 3.ながいなさんとはやいなさん / シンガーズ・スリー（1974年10月・11月放送）
- 4.遠い世界に / チューインガム（1975年10月・11月放送）
- 5.モッキン・バード・ヒル / 上條恒彦（1976年12月・1977年1月放送）
- 6.秋物語 / 尾崎紀世彦（1977年10月・11月放送） - 1984年10月・11月にはステレオ音声によるリメイク版を放送。
- 7.名もない湖 / 宮本昭太（1978年4月・5月放送）
- 8.ヘップション / 玉木潤（1981年8月・9月放送）
- 9.風ぐるま / 小林幸子（1984年8月・9月放送）
- 10.こぶたのしっぽ / シュガー（1986年6月・7月放送）
- 11.雲が晴れたら / 彩恵津子（1987年6月・7月放送）
- 12.宇宙はたのしいフェスティバル / チェリッシュ（1988年4月・5月放送）
- 13.ピクニック / ザ・ウェルズ（1990年6月・7月放送）
- 14.東の島にコブタがいた / BAKUFU-SLUMP（1990年8月・9月放送）
- 15.恐怖の昼休み / THE BOOM（1991年4月・5月放送）
- 16.以心伝心しよう / 大城光恵（1993年6月・7月放送）
- 17.笑顔が風にもどる瞬間 / 大内義昭&TAEKO（1995年2月・3月放送）
- 18.切手のないおくりもの / 財津和夫（1996年6月・7月放送）
- 19.るらら / ブラッツ オン ピー（1996年12月・1997年1月放送）
- 20.ピアノ / みなみらんぼう（1997年6月・7月放送）
- 21.白いスピッツ / Beagle Hat（1998年2月・3月放送）
- 22.愛だったんだよ / 玉置浩二（1998年8月・9月放送）◆
- 23.ヒピディ・ホプディ・パンプ / 八神純子（1998年12月・1999年1月放送）◆
- 24.まゆげの唄 / 小室等&清水國明（1999年8月・9月放送）
- 25.小さな手紙 / 御三家（2000年8月・9月放送）◆
- 26.くまんばちがとんできた / 矢野顕子&坂本美雨（2002年10月・11月放送）
- 27.OSAMPO / Char（2006年4月・5月放送）
- 28.ほうき星 / AJI（2012年6月・7月放送）
- 29.想い出に話しかけてみた / 財津和夫（2022年2月・3月放送）

## 出演
- 課外授業 ようこそ先輩「心ドキドキ・落書きに命を吹き込め!」（2003年1月19日 NHK） - 小学生を相手に特別授業を行った。

## インタビュー
- 「古川タク」、阿川佐和子のこの人に会いたい 第1548回、週刊文春、2025年8月7日号、頁108-113。